# 梅甘·泰勒
梅甘·泰勒（英語：Megan Taylor，1920年10月25日—1993年7月23日），英国女子花样滑冰运动员。她曾代表英国参加世界花样滑冰锦标赛，获得二枚金牌和三枚银牌。她也曾参加1932年冬季奥运会。